# Tour de Lombardie 2011
Le 105e Tour de Lombardie se déroule le samedi 15 octobre 2011. Il s'agit de la dernière épreuve de l'UCI World Tour 2011.

## Présentation

### Parcours
Le parcours a été modifié par rapport aux années précédentes.

### Équipes
25 équipes sont présentes :
- équipes ProTour : AG2R La Mondiale, Astana, BMC Racing, Euskaltel-Euskadi, Garmin-Cervélo, Lampre-ISD, Liquigas-Cannondale, Movistar, Omega Pharma-Lotto, Rabobank, Quick Step, Team Leopard-Trek, Team RadioShack, Saxo Bank-SunGard, Team HTC-Highroad, Team Katusha, Team Sky, Vacansoleil-DCM
- équipes continentales professionnelles : Acqua & Sapone, Androni Giocattoli-CIPI, Colnago-CSF Inox, Europcar, Farnese Vini-Neri Sottoli, FDJ, Geox-TMC

### Favoris
Philippe Gilbert (Omega Pharma-Lotto), vainqueur en 2009 et 2010, est considéré comme le principal favori. Greg Van Avermaet (BMC Racing Team), récent vainqueur de Paris-Tours, Bauke Mollema (Rabobank), Vincenzo Nibali (Liquigas-Cannondale), Damiano Cunego (Lampre-ISD), triple vainqueur de l'épreuve, Rigoberto Urán (Team Sky), Daniel Moreno, Joaquim Rodríguez (Team Katusha), Daniel Martin (Garmin-Cervélo) et Samuel Sánchez (Euskaltel-Euskadi) seront ses principaux opposants,.

## Récit de la course
De nombreuses attaques ont lieu en début de course, mais toutes reprises rapidement par le peloton. Au km 46, Yukiya Arashiro (Europcar), déjà à l'avant précédemment, s'échappe, suivi de Johan Vansummeren (Garmin-Cervélo), Mikel Astarloza (Euskaltel-Euskadi), Omar Bertazzo (Androni Giocattoli-CIPI), Claudio Corioni (Acqua & Sapone) et Andrea Pasqualon (Colnago-CSF Inox). Le groupe parvient à prendre rapidement de l'avance, l'écart avec le peloton étant de 6 min 50 s 15 km plus loin. Puis, les Liquigas-Cannondale enclenchent la poursuite, faisant ainsi chuter l'écart à 1 min 35 s à 150 km de l'arrivée. Les hommes de tête vont ensuite voir leur marge de manœuvre augmenter de nouveau, leur avance étant de 6 min 20 km plus loin.
Mais, les coéquipiers de Vincenzo Nibali, d'abord seuls puis aidés par les Lampre-ISD, décident de réduire brutalement l'écart. A 87 km de l'arrivée, dans les premiers pentes du Colma di Sormano, alors que l'avance du groupe de tête a chuté à 2 min 10 s et que les BMC Racing Team se placent eux aussi en tête du peloton, Omar Bertazzo est lâché. 2 km plus loin, l'écart n'est plus que de 1 min 35 s, Vansummeren et Astarloza faussent compagnie au reste du groupe, avant qu'Arashiro ne recolle 2 km plus tard. Au km 163, Luca Paolini (Team Katusha) attaque, puis revient sur le trio de tête, avant que, 10 km après son attaque, Philippe Gilbert (Omega Pharma-Lotto), Jakob Fuglsang (Team Leopard-Trek), Vincenzo Nibali (Liquigas-Cannondale), Pablo Lastras (Movistar), Mauro Santambrogio (BMC Racing Team) et Pasqualon ne fassent de même. Plusieurs coureurs parviennent ensuite à recoller. A 60 km de l'arrivée, le groupe de tête compte 40 s d'avance sur le 1er peloton et 1 min sur un 2e peloton, dans lequel figure notamment Ivan Basso (Liquigas-Cannondale).
4 km plus loin, Fuglsang attaque, suivi par Gilbert, mais le duo est repris et 1 km après, au pied de la Madonna del Ghisallo, Nibali accélère à son tour, repris peu après par Gilbert, Le Mével, Fuglsang, Paolini et Santambrogio. Ces 2 derniers vont lâcher prise quelques hectomètres plus loin, puis Nibali attaque de nouveau à 53 km du but. Cette fois-ci, personne ne le suit, Le Mével étant même lâché par Gilbert et Fuglsang. Le Français va néanmoins recoller sur le duo 2 km plus tard, en compagnie de Giovanni Visconti (Farnese Vini-Neri Sottoli), Domenico Pozzovivo (Colnago-CSF Inox) et Luca Paolini, lâché juste après la jonction.
À 48 km de la ligne, Vincenzo Nibali possède 50 s sur le groupe Gilbert et 1 min 10 s sur le peloton, mené par les Lampre-ISD, Euskaltel-Euskadi et Team Sky. Au km 194, le groupe Gilbert est repris. L'Italien va alors augmenter l'écart, ayant 1 min 45 s d'avance à 39 km de l'arrivée sur le peloton, désormais mené par les Team Sky et les BMC Racing Team. Mais, l'écart va ensuite fondre inexorablement, toujours sous l'impulsion du Team Sky, et Nibali est repris à 16,5 km de l'arrivée.
Les Team Katusha, les Team Sky, puis les Garmin-Cervélo prennent alors les commandes du peloton. A 10 km de la ligne, Ivan Basso accélère, avant qu'Oliver Zaugg (Team Leopard-Trek) attaque. Personne ne peut le suivre, puis, quelques hectomètres plus loin, Daniel Martin (Garmin-Cervélo), Joaquim Rodríguez (Team Katusha) et Domenico Pozzovivo se lancent à sa poursuite. Przemysław Niemiec (Lampre-ISD) et Basso rejoignent le trio à 6 km du but, mais le quintet ne parvient pas à reprendre Zaugg, qui remporte là sa seule victoire professionnelle. Il devance de 8 s Martin et Rodriguez.

## Classement final
|    | Coureur            | Pays     | Équipe                    |    | Temps           | Points UCI |
| -- | ------------------ | -------- | ------------------------- | -- | --------------- | ---------- |
| 1  | Oliver Zaugg       | Suisse   | Team Leopard-Trek         | en | 6 h 20 min 02 s | 100        |
| 2  | Daniel Martin      | Irlande  | Garmin-Cervélo            | +  | 8 s             | 80         |
| 3  | Joaquim Rodríguez  | Espagne  | Team Katusha              |    | 8 s             | 70         |
| 4  | Ivan Basso         | Italie   | Liquigas-Cannondale       |    | 8 s             | 60         |
| 5  | Przemysław Niemiec | Pologne  | Lampre-ISD                |    | 8 s             | 50         |
| 6  | Domenico Pozzovivo | Italie   | Colnago-CSF Inox          |    | 8 s             | -          |
| 7  | Giovanni Visconti  | Italie   | Farnese Vini-Neri Sottoli |    | 16 s            | -          |
| 8  | Philippe Gilbert   | Belgique | Omega Pharma-Lotto        |    | 16 s            | 20         |
| 9  | Carlos Betancur    | Colombie | Acqua & Sapone            |    | 16 s            | -          |
| 10 | Riccardo Chiarini  | Italie   | Androni Giocattoli-CIPI   |    | 16 s            | -          |